# Powstanie rojalistów w Wandei w 1832
Powstanie rojalistów w Wandei w 1832 – nieudane powstanie zbrojne zorganizowane przez rojalistów skupionych wokół księżnej Karoliny Ferdynandy de Berry w celu obalenia monarchii lipcowej.

## Przyczyny

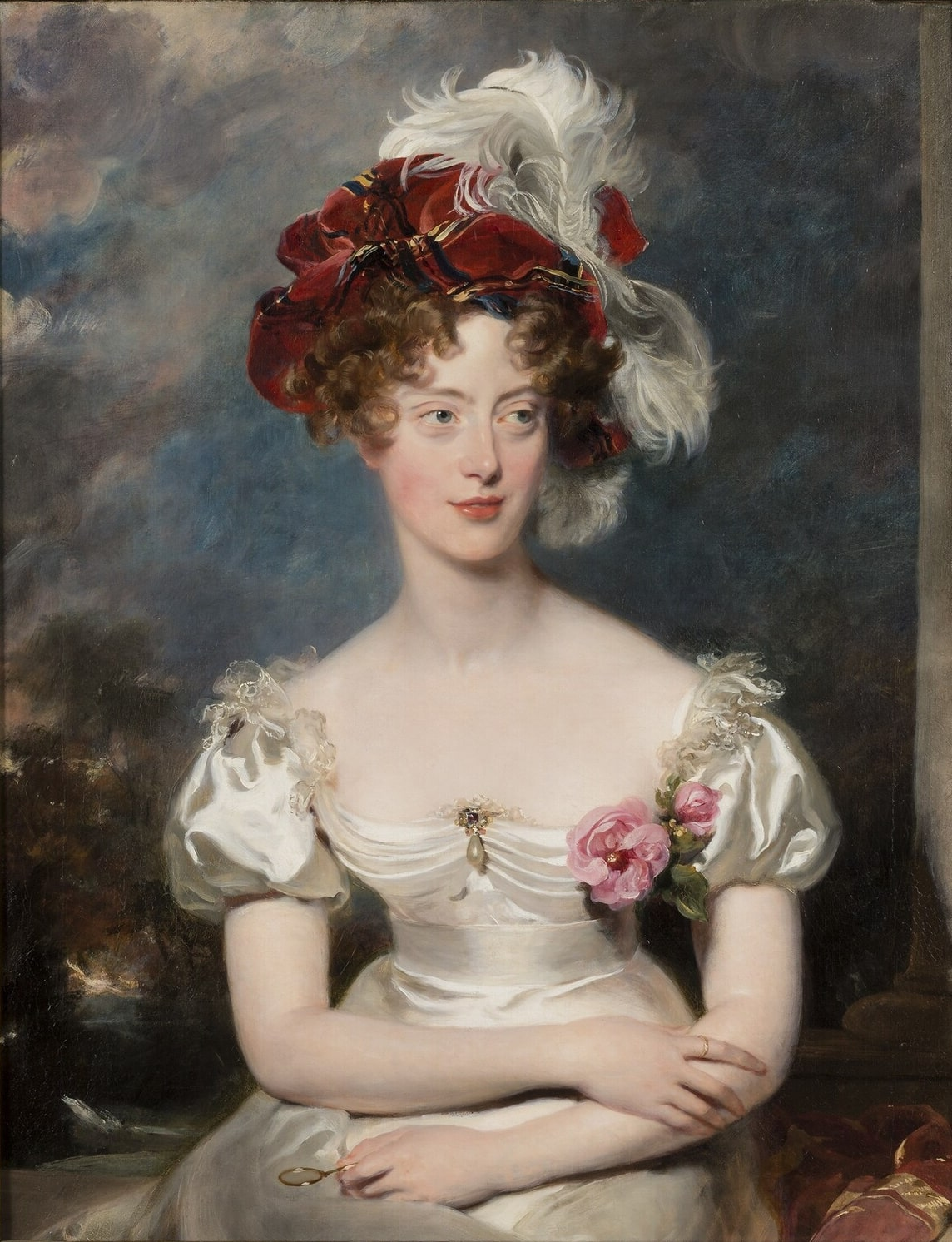
Maria Karolina de Berry

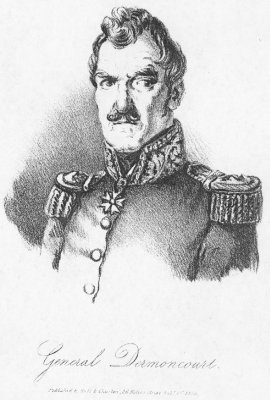
Paul Ferdinand Stanislas Dermoncourt

Po swojej abdykacji w 1830 Karol X Burbon wyznaczył następcą tronu swojego wnuka, niepełnoletniego Henryka de Bordeaux, zaś regentką uczynił jego matkę, księżną de Berry (jej mąż zginął 13 lutego 1820 w zamachu). Księżna, zdecydowana rojalistka, była gotowa walczyć o przeprowadzenie woli Karola X, chociaż w międzyczasie we Francji zaprowadzony już został zupełnie nowy ustrój. Wierząc w wysokie poparcie dla monarchii Burbonów w niektórych prowincjach (które w czasie Wielkiej rewolucji francuskiej buntowały się przeciw rewolucyjnemu rządowi), po konsultacjach z marszałkiem Bourmontem i księciem des Cars zdecydowała się na próbę wzniecenia powstania zbrojnego, choć sam Karol X był sceptycznie nastawiony do tego pomysłu.

## Przebieg

### Przygotowania
W końcu roku 1831 księżna udała się do Prowansji i Wandei na rekonesans. Zdobyte w czasie kilkumiesięcznego nielegalnego pobytu we Francji informacje utwierdziły ją w przekonaniu o dużych szansach powodzenia powstania, jak i ściągnęły na nią uwagę policji Ludwika Filipa I, z czego niezupełnie zdawała sobie sprawę. Na krótko wróciła do Anglii, po czym wiosną 1832 ponownie wyjechała do Niemiec i dotarła do Francji przez księstwo Modeny. 24 kwietnia 1832 spotkała się z marszałkiem Bourmontem w miejscowości Viareggio i wspólnie z nim dotarła w łodzi w okolice Marsylii. Księżna liczyła na wybuch powstania rojalistycznego w tym mieście. Nadzieje te całkowicie zawiodły; arystokratka nie posłuchała jednak rady Bourmonta, który zalecał jej powrót, ale zdecydowała się na próbę przebicia się do Wandei. Dotarła tam 16 maja, a 23 maja spotkała się z nieliczną grupą zwolenników. 
Już od kwietnia poczynania księżnej były pod baczną obserwacją policji francuskiej. W tym samym miesiącu specjalnym wysłannikiem rządu w Wandei i Bretanii został generał Dermoncourt. Ze względu na zupełny brak ostrożności wśród rojalistów bez szczególnego wysiłku zorientował się on w zamiarach księżnej. W dodatku nawet wśród samych rojalistów nie było zgody co do dalszych działań. Z dwunastu sformowanych dywizji rojalistycznych aż siedem zakwestionowało pomysł organizacji insurekcji, powołując się na brak wyposażenia, niepowodzenia na południu i brak konkretnego planu działań. Księżna pozostała jednak głucha na te wątpliwości i zarządziła wybuch powstania na 24 maja, z Bourmontem jako wodzem naczelnym. Sam Bourmont nie był jednak przekonany o powodzeniu przedsięwzięcia i próbował odwieść de Berry od jej planów. Uzyskał jedynie przełożenie wybuchu na noc z 3 na 4 czerwca. 

### Walki
Dermoncourt, dobrze zorientowany w ogólnych założeniach rojalistów, lecz nie mogący wydobyć informacji o ich realnej sile, był przekonany o rychłym wybuchu wojny domowej. Rozdzielił zatem swoje oddziały tak, by unikać większych starć. Walki z rojalistami i nielicznymi wspierającymi ich chłopami przybrały zatem formę wyniszczającej partyzantki, która - początkowo nie przynosząca zdecydowanego rozstrzygnięcia - przyniosła w końcu zwycięstwo wojskom rządowym. Żołnierze Dermoncourta stopniowo zniszczyli wszystkie ośrodki oporu, przeprowadzając serię niespodziewanych ataków na zamki nielicznej arystokracji wandejskiej (która w większości poparła insurekcję) oraz na leśne kryjówki powstańców. Generał nie pojmał jedynie samej księżnej, która w przebraniu chłopki i przy pomocy swoich wandejskich zwolenników ukryła się w Nantes. 

### Aresztowanie księżnej de Berry
11 października 1832 nowym ministrem spraw wewnętrznych został Adolphe Thiers, któremu bardzo zależało na szybkim zdobyciu prestiżu. Schwytanie nieuchwytnej przywódczyni rebelii wydawało się być najlepszą drogą do tego. Udało mu się wprowadzić w najbliższe otoczenie księżnej Simona Deutza, który po kilkukrotnych wizytach w kryjówce księżnej i zdobyciu jej zaufania wydał miejsce jej pobytu w ręce prefekta Nantes. 6 listopada dom, w którym ukrywała się, został otoczony przez wojsko z Dermoncourtem. Księżna ukrywała się jeszcze przez 16 godzin, po czym oddała się w ręce policji i została aresztowana w zamku w Chaslière, a następnie w twierdzy Blaye. 
Aresztowanie księżnej zadało ostateczny cios powstaniu, jednak jej uwięzienie okazało się dla Ludwika Filipa niemal tak samo kłopotliwe, jak jej nielegalna działalność. Żadna z możliwości postąpienia z nią (wygnanie, proces polityczny lub ułaskawienie) nie wydawała mu się dobra. Ostatecznie księżna pozostała do maja 1833 w Blaye, gdzie w styczniu nieoczekiwanie rozeszła się plotka o jej ciąży. 26 lutego księżna zadeklarowała na łamach Monitora, że ciąża jest efektem jej sekretnego związku z włoskim arystokratą, hrabią Lucchesi-Palli. Środowiska legitymistyczne zarzuciły rządowi propagowanie fałszywych plotek o członkini byłej rodziny królewskiej i psucie jej dobrego imienia. 10 maja de Berry urodziła córeczkę Annę Marię, zaś 8 czerwca za zgodą rządu, a pomimo protestów opozycji, otrzymała zgodę na wyjazd do Palermo, z której skorzystała, całkowicie skompromitowana. 

## W literaturze
- Powstanie opisuje powieść Aleksandra Dumasa Wilczyce